# Barongia
Barongia é um género botânico pertencente à família Myrtaceae, constituída por uma única espécie (Barongia lophandra, Peter G.Wilson & B.Hyland).

## Espécies
- Barongia lophandra